# Shattered Glass (Lied)
Shattered Glass (engl. für: „Zersprungenes Glas“) ist ein Lied der US-amerikanischen Pop-Sängerin Britney Spears aus ihrem sechsten Studioalbum Circus. Ohne eine offizielle Veröffentlichung debütierte der Song auf Platz 70 der Billboard Hot 100.

## Hintergrund
Das Lied wurde von Lukasz „Dr. Luke“ Gottwald, Claude Kelly und Benjamin „Benny Blanco“ Levin für Britney Spears’ sechstes Studioalbum Circus. Produziert wurde es von Gottwald und Levin. Auf dem Album ist es der fünfte Song. Den Background-Gesang übernahmen Claude Kelly und Windy Wagner.

## Musikstil und Rezeption
Musikalisch handelt es sich um einen Up-tempo-Pop-Song mit Gitarrenriffs. Der Gesang ist in den Strophen verzerrt und im Refrain melodiös und klar. Der Text handelt von flüchtiger Teenager-Liebe zwischen Sehnsucht, Betrug und Verlassen werden.
Allan Raible von ABC News bezeichnete den Track als schwachen Song, der am Fließband produziert zu sein scheint. Insbesondere die Roboterstimme erinnere an das Vorgängeralbum Blackout, wobei Spears Gesangsleistung auf dem Track noch am lebendigsten im Vergleich mit dem Rest des Albums erscheine.

## Chartplatzierungen
Im Zuge der Circus-Veröffentlichung platzierten sich mehrere Songs des Albums, darunter auch Shattered Glass, in den US-amerikanischen und kanadischen Billboard-Charts. Am 20. Dezember 2008 stieg der Song auf Platz 70 in die US-Billboard Hot 100 ein und erreichte zudem Platz 29 bei den Billboard Digital Songs sowie Platz 57 in den Billboard Pop 100. In Kanada konnte Shattered Glass Platz 75 der Canadian Hot 100 sowie Platz 36 der Canadian Digital Songs erreichen.
| ChartsChartplatzierungen       | Höchstplatzierung | Wochen |
| ------------------------------ | ----------------- | ------ |
| Vereinigte Staaten (Billboard) | 70 (1 Wo.)        | 1      |

## Mitwirkende
- Gesang: Britney Spears
- Hintergrundgesang: Claude Kelly, Windy Wagner
- Songschreiber: Lukasz Gottwald, Claude Kelly, Benjamin Levin
- Produktion: Lukasz Gottwald, Benny Blanco